# Rugby Americas North Sevens Femenino 2016
El Rugby Americas North Sevens Femenino de 2016 fue la duodécima edición del torneo femenino de rugby 7 de la confederación norteamericana.
Se disputó el 12 y 13 de noviembre en Puerto España, Trinidad y Tobago.

## Posiciones

### Grupo A
| Equipo                | Encuentros | Encuentros | Encuentros | Encuentros | Tantos  | Tantos    | Tantos     | Puntos |
| Equipo                | jugados    | ganados    | empatados  | perdidos   | a favor | en contra | diferencia | Puntos |
| --------------------- | ---------- | ---------- | ---------- | ---------- | ------- | --------- | ---------- | ------ |
| Canadá                | 4          | 4          | 0          | 0          | 203     | 0         | +203       | 12     |
| Jamaica               | 4          | 3          | 0          | 1          | 65      | 40        | +25        | 10     |
| Islas Caimán          | 4          | 2          | 0          | 2          | 36      | 76        | -40        | 8      |
| Bermudas              | 4          | 1          | 0          | 3          | 19      | 95        | -76        | 6      |
| Islas Turcas y Caicos | 4          | 0          | 0          | 4          | 5       | 117       | -112       | 4      |

### Grupo B
| Equipo               | Encuentros | Encuentros | Encuentros | Encuentros | Tantos  | Tantos    | Tantos     | Puntos |
| Equipo               | jugados    | ganados    | empatados  | perdidos   | a favor | en contra | diferencia | Puntos |
| -------------------- | ---------- | ---------- | ---------- | ---------- | ------- | --------- | ---------- | ------ |
| Trinidad y Tobago    | 4          | 4          | 0          | 0          | 87      | 7         | +80        | 12     |
| México               | 4          | 3          | 0          | 1          | 80      | 24        | +56        | 10     |
| Guyana               | 4          | 2          | 0          | 2          | 24      | 37        | -13        | 8      |
| Bahamas              | 4          | 1          | 0          | 3          | 17      | 69        | -52        | 6      |
| República Dominicana | 4          | 0          | 0          | 4          | 5       | 76        | -71        | 4      |

#### Copa de oro
|  | Semifinales       | Semifinales       | Semifinales |         |        | Copa              | Copa              | Copa         |  |
|  |                   |                   |             |         |        |                   |                   |              |  |
|  |                   |                   |             |         |        |                   |                   |              |  |
|  | Canadá            | Canadá            | 43          |         |        |                   |                   |              |  |
|  | Canadá            | Canadá            | 43          |         |        |                   |                   |              |  |
|  | México            | México            | 0           |         |        |                   |                   |              |  |
|  | México            | México            | 0           |         | Canadá | Canadá            | 41                |              |  |
|  |                   |                   |             |         | Canadá | Canadá            | 41                |              |  |
|  |                   |                   | Jamaica     | Jamaica | 0      |                   |                   |              |  |
|  | Jamaica           | Jamaica           | Jamaica     | Jamaica | 0      | 10                |                   |              |  |
|  | Jamaica           | Jamaica           |             |         |        | 10                |                   |              |  |
|  | Trinidad y Tobago | Trinidad y Tobago | 5           |         |        | Tercer lugar      | Tercer lugar      | Tercer lugar |  |
|  | Trinidad y Tobago | Trinidad y Tobago | 5           |         |        | Tercer lugar      | Tercer lugar      | Tercer lugar |  |
|  |                   |                   |             |         |        |                   |                   |              |  |
|  |                   |                   |             |         |        | Trinidad y Tobago | Trinidad y Tobago | 12           |  |
|  |                   |                   |             |         |        | Trinidad y Tobago | Trinidad y Tobago | 12           |  |
|  |                   |                   |             |         |        | México            | México            | 5            |  |
|  |                   |                   |             |         |        | México            | México            | 5            |  |
|  |                   |                   |             |         |        |                   |                   |              |  |

| Bandera de Canadá |
| Campeón Canadá    |
| 6.to título       |